# Rafael Alfaro Alfaro
Rafael Alfaro Alfaro (1930, El Cañavate, Conca - 23 de març de 2014, Granada) fou un poeta i periodista espanyol.

## Biografia
Estudià filosofia i teologia a Còrdova i a Sevilla i digué la seva primera missa com a sacerdot salesià a la Mesquita de Còrdova el 1957, després estudià cant gregorià a París i ensenyà filosofia, literatura i música a San Salvador. Es va titular en periodisme a Madrid el 1972. Animà a la poesia Francisco Avellano Oviedo i és amic d'un altre poeta sacerdot, Valentín Arteaga. Ha col·laborat com a crític de poesia a la revista Reseña publicat a les revistes Cultura, Claustro Poético de Jaén i Boletín Salesiano.
Ha publicat més de 25 llibres, la majoria de poemes, i ha rebut premis nacionals i internacionals, entre ells el Nacional de Literatura d'El Salvador el 1961, El Ciudad de Madrid el 1968, el Boscán de Barcelona el 1969, l'Alcaraván el 1973, l'internacional de l'olivo el 1976... Morí a Granada el 23 de març del 2014.